# La voglia addosso
La voglia addosso (Middle Age Crazy) è un film del 1980 diretto da John Trent.

## Trama
Bobby Lee Burnett vive una semplice vita di periferia con sua moglie, Sue-Ann, i cui sforzi per compiacerlo includono avere orgasmi che finiscono con lei che dice: "Bingo". Dopo aver organizzato una festa per il suo 40º compleanno, Bobby va incontro a una grave crisi di mezza età. Cambia il suo guardaroba, compra un'auto più veloce e inizia una relazione con un'altra donna. Sue lo tollera per un po' e ha un'avventura tutta sua. Tuttavia, Bobby torna a casa e ringrazia Sue per quello che ha avuto.